# ヤノ電器
ヤノ電器 (やのでんき) は、兵庫県神戸市西区で、かつて工業用ヒーターやコンピュータ周辺機器の設計、製造、販売を行っていた企業。

## 概要

### 沿革
2011年時点での同社のWebサイトのINTERNET ARCIVEによると
- １９６７年創業（工業用ヒーターの製造）
- １９７８年ヤノ電器株式会社設立
- １９８６年Ｃ＆Ｅコンピュータを設置
- １９９１年「Ｃ＆Ｅコンピュータ」を「コンピュータ事業部」に変更
- １９９２年Ｃ＆Ｅ事業部を設置

1990年代から2000年頃までは、当時のMac OS 9までのMacOSではアップル社純正以外の周辺機器を利用する場合はデバイスドライバーが必要であったが、国内の周辺機器メーカーが海外メーカーのデバイスドライバーを利用している中、アップル社のデベロッパーとしては日本で唯一オリジナルデバイスドライバとユーティリティ（SCSI Device Pro、FireWire Utilityなど）を自社開発し、Macintosh向けの光磁気ディスクやハードディスクやCD-ROMを中心に記憶装置を製造、販売をしていた。
- 2000年代のMacintoshを中心としたコンピュータグラフィックスを利用するデザイナーや漫画家達から愛用され、Mac fanなどの雑誌にはモンキー・パンチとヤノ電器社長との対談記事や、モンキー・パンチのサイン入り製品（A-Dishシリーズ）が社内に飾られている写真、唯登詩樹などのマンガ家によるヤノ電器製品（ハードディスク、RAM DISK YR833など）の使用レポート、新製品発売時の特集記事がMacintosh系の雑誌やWebサイトなどで掲載されていた。
- Macintosh用周辺機器としては、特にデザイナーや印刷業界でMacでMOを使うならヤノ電器、という評判があり、販売終了後20年以上を経た現在でも一部のユーザーに後期のUSB2.0インターフェースの640MB/1.3GB/2.3GBのモデルなどが利用され続けている。
- 2002年まで日本で開催されていたMacworld Expo Tokyoには毎年出展していた。

### デザイン
- 社内デザイナーの起用による、アップル社のiMacシリーズにUSB接続のフロッピーディスクドライブや光磁気ディスク、Power Macintosh G3シリーズにFireWire接続の光磁気ディスクやハードディスクやFireWireハブなどを販売。
- 1995年（J・Compoシリーズ）、1998年（Vシリーズ）、2001年（A-Dish）、2003年（METALWAREシリーズ）にグッドデザイン賞を受賞[4]。
  - 1998年、2001年、2003年の受賞は元ヤノ電器社員のプロダクトデザイナーによるデザイン。

### ソフトウェア
- 1993年には、海外では発売後30年を経た今もなお根強いファンのいる教育向けエンターテイメントソフトウェア「Cosmology of KYOTO ～京都千年物語～」[5]がC&E事業部から販売されている。
- SCSI Device Pro[2]：アップル社のMac OS 9までのOSでヤノ電器のSCSI、ATAPI接続の光磁気ディスクやハードディスクの初期化やパーティションを作成するユーティリティソフトウエア。国産のアップル社向けのユーティリティでは唯一、パーティションからの起動ディスクの作成ができた。
- FireWire Utility[3]：アップル社のPower Macintosh G3 Blue&White以降のFireWireインターフェースを持つPCにヤノ電器のFireWire接続の光磁気ディスクやハードディスクの初期化やパーティションを作成するユーティリティソフトウエア。同ユーティリティを使用した光磁気ディスクメディアはSCSIやATAPI接続の光磁気ディスクデバイスからでも起動ディスクとして利用することができた。
- WINMOUNTER：MacintoshでWindowsファイル共有（SMB）を利用可能にするソフトウエア。[6]

### 現在
- 2023年現在、Webサイトは公開されていない。（ドメイン（yano-el.co.jp）は2013年に登録失効）
- 2004年に設立された神戸市西区に所在する工業用ヒーター事業を行っている有限会社ヤノ電器工業[7]とは代表者は異なるが、ヤノ電器の登記上（法人番号3140001005452）の所在地と代表電話番号は同じ。
- 2010年にコンピュータ周辺機器の販売事業をヤノ販売（神戸市長田区）に移管しており（事業移管のご案内[8]）、ヤノ電器では2010年ごろからコンピュータ周辺機器の事業は行なっていない模様。

### 歴代経営者
- 創業者、株式会社設立時の代表取締役社長は矢野孝碩。
- 現在参照できる企業情報[9]の代表取締役社長 矢野孝一（現 神戸情報大学院大学特任教授[10]）は二代目。

## 過去の主な製品
- トラスティRAIDシリーズ（ディスクアレイ）
- N-RAIDシリーズ（NAS RAID）※後継機種がヤノ販売株式会社から販売中
- 光磁気ディスク製品[11]
  - SCSIインターフェース製品
    - J・Compoシリーズ
      - J128MO-II、J230MO、J230MO-FX、J640MO
      - NJ230MO-GX	、NJ230MO-SR、NJ640MO、NJ640MO-SR、NJ1300MO

    - MOBILESHUTTLEシリーズ（リチウムバッテリー内蔵ポータブル光磁気ディスク）
      - S128MO-II
      - S230MO、S230MO-FX、S230MO-GX
      - S640MO

    - RVシリーズ[12]
      - R128MO、R128MO-II
      - R230MO、R230MO-FX、R230MO-GX、R230MO-SR、R230MO-PS
      - R640MO、R640MO-SR、R640MO-PS

    - V シリーズ[13]
      - V230MO-SR
      - V640MO-SR、V640MO-GR
      - V1300MO

    - Inner MOシリーズ （各Macintoshシリーズ向け専用ベゼル付きの内蔵光磁気ディスク：Macintosh Quadra 630、Power Mac G3／G4／G5など ）

  - FireWireインターフェース製
    - Cerulea R.B.シリーズ[14]
      - Cerulea R.B. 640MB、Cerulea R.B. 640S、Cerulea R.B. 640f
      - Cerulea R.B. 1.3GB、Cerulea R.B. 1.3f

    - FMOシリーズ
      - F640MO-01、F640MO-02

  - USBインターフェース製品
    - UMOシリーズ[15]
      - U640MO-01/02

    - XS（くろす）シリーズ（光磁気ディスク）
    - A-DISHシリーズ（ハードディスク、光磁気ディスク）
- ハードディスク製品、RAM DISK製品
  - RAMDISK YR833（PCI RAMDISK）
  - J-Compoシリーズ（ハードディスク、光磁気ディスク、DAT、テーブルタップ）
  - Compoシリーズ（ハードディスク、光磁気ディスク、CD-ROM・CD-R・DVD-ROM/-R/+R）
  - 5インチハードディスク
- フロッピーディスク製品
  - UFD-01、UFD-02、UFD-03、UFD-04、UFD-05（UFD-01、UFD-02はMac OS 9.2.2まで、専用ドライバーが必要）
  - UFDX-01、UFDX-02
- 記憶装置以外の製品
  - Mac OS X Server向け19インチラック
  - Fire Wire ハブ
  - USBハブ

など
2011年時点での同社のWebサイトのINTERNET ARCIVEで確認できるヤノ販売への移管後の製品ラインナップは、N-RAID4000Tシリーズ、Trusty RAID EX シリーズ（ラックマウントモデル、デスクトップモデル）、Mobilshuttle Duo シリーズ（2.5インチハードディスク）など

## 関連企業
- ヤノ電器工業[7]
- ヤノ販売[17]
- Qmark Technology Inc. （詳細不明）
- アプリック（詳細不明）
- 羅針ネット[18]